# Reflexo de Moro
O Reflexo de Moro é um reflexo apresentado somente em neonatos, nos três primeiros meses de vida, desencadeado naturalmente por um susto, barulho ou movimento brusco. É considerado um reflexo primitivo. Foi descoberto por Dr. Ernst Moro.

## Teste de reflexo
O teste é efetuado colocando o neonato para cima em superfície macia. Os braços do bebê devem ser tracionados até o ponto em que ergueria-se a criança da superfície e soltá-los. O bebê deverá dispor os braços para o lado flexionando os polegares e palmas das mãos voltadas para cima. Logo após isso o neonato deverá fechar os braços.